# Amminoglicoside N3'-acetiltransferasi
La amminoglicoside N3'-acetiltransferasi è un enzima appartenente alla classe delle transferasi, che catalizza la seguente reazione:
acetil-CoA + a 2-deossistreptamina antibiotico ⇄ CoA + N3'-acetil-2-deossistreptamina antibiotico
Differente dalla gentamicina 3'-N-acetiltransferasi. Un'ampia varietà di antibiotici contenenti l'anello 2-deossistreptamminico possono agire come accettori, inclusi gentamicina, kanamicina, tobramicina, neomicina e apramicina.